# 柳巷街道
柳巷街道，是中华人民共和国山西省太原市迎泽区下辖的一个乡镇级行政单位。

## 行政区划
柳巷街道下辖以下地区：
察院后社区、宁化府社区、柴市巷社区、校蔚营社区、海子边西街社区、海子边东街社区、开化寺街南社区、铁匠巷社区和起凤街社区。